# VK Kladno
Volejbalový klub Kladno – czeski klub siatkarski z miasta Kladno. Obecnie występuje w najwyższej klasie rozgrywek klubowych w Czechach.

## Nazwy klubu
- 2004–2009 – volleyball.cz Kladno
- 2009-obecnie – Brownhouse volleyball Kladno

## Sukcesy
Mistrzostwo Czech:
- 2005, 2010
- 2006, 2009, 2017, 2018
- 2008, 2024[1]

Puchar Czech:
- 2017